# Karl Götze (Komponist)
Karl Götze (auch Carl Götze, * 1836 in Weimar; † 14. Januar 1887 in Magdeburg) war ein deutscher Komponist und Theaterkapellmeister.

## Leben und Werk
Karl Götze war Schüler von Johann Gottlob Töpfer und Ludwig Ernst Gebhardi und später von Franz Liszt. Er wurde 1855 Korrepetitor an der Oper in Weimar und anschließend Theaterkapellmeister in Magdeburg, Berlin, Breslau (1872) und Chemnitz (1875).
Karl Götze schrieb die Opern Judith (Magdeburg 1887), Eine Abschiedsrolle, Die Korsen und Gustav Wasa. Darüber hinaus schrieb er die symphonische Dichtung Die Sommernacht sowie Klavierstücke.
Karl Götzes Sohn Franz Götze wirkte als Theaterkapellmeister in Amsterdam und schrieb ebenfalls einige Opern wie Utopia und Die Rose von Thiessow.